# QueerMuzeum Warszawa
QueerMuzeum Warszawa – pierwsza w Polsce i Europie Środkowo-Wschodniej oraz piąta na świecie oddolna instytucja gromadząca i udostępniająca zbiory dotyczące historii społeczności osób nieheteronormatywnych, założona przez pomocowe Stowarzyszenie Lambda Warszawa i otwarta w 2024 roku.

## Historia
Muzeum otwarte zostało 6 grudnia 2024 roku, choć pierwotnie jego udostępnienia planowane było na rok 2023. Mieści się w budynku przy ul. Marszałkowskiej 83/23 w Warszawie i zajmuje łączną powierzchnię ok. 120 m² na dwóch kondygnacjach. Składają się na nią duża sala wystawowa dedykowana wystawom czasowym, archiwum i biblioteka, miejsca do pracy badawczej.
Instytucja powstała z inicjatywy działającego od 1997 roku Stowarzyszenia Lambda i przy wsparciu władz miasta Warszawa – organizacja uzyskała dofinansowanie na rozpoczęcie działalności w wysokości ok. 150. tyś zł, obniżenie kosztownego czynszu za lokal oraz wsparcie wizerunkowe. W 2016 roku osoby aktywistyczne złożyły projekt „Muzeum społeczności LGBTQ" do budżetu obywatelskiego, jednak został on odrzucony przez ówczesne władze Śródmieścia Warszawy. Środki na powstanie instytucji, szacowane na ok. 600 tyś. złotych, zgromadzono w dużej mierze dzięki zbiórkom organizowanym przez Lambdę Warszawa od 2021 roku.
Inaugurację muzeum poprzedziła konferencja prasowa 27 czerwca 2024, podczas której wiceprezydentka Warszawy Aldona Machnowska-Góra podkreśliła rolę tej instytucji we współtworzeniu tożsamości miasta stołecznego.

Z inicjatywy władz miasta obok QueerMuzeum umieszczono tablicę pamiątkową upamiętniającą queerowe ofiary nazizmu z okresu II wojny światowej. Jak podkreśliła związana z instytucją historyczka Joanna Ostrowska, zajmująca się m.in. problematyką przemocy seksualnej w tym okresie:
Jednym z ważniejszych elementów (...) będzie pierwsza tablica upamiętniająca kłirowe ofiary II Wojny Światowej. (...) Obok QueerMuzeum znajdzie się pierwsze takie upamiętnienie, na które myślę, że wszyscy, a na pewno ja sama, czekaliśmy bardzo bardzo długo.
Powstanie QueerMuzeum uważa się za moment symboliczny dla społeczności LGBTQIAP+ oraz dla ruchu na rzecz równości w Polsce.
To pierwsza taka instytucja w Polsce i Europie Środkowo-Wschodniej, a w całej Europie trzecia – obok Schwules Museum w Berlinie i Queer Britain w Londynie. Na świecie istnieją jeszcze dwa podobne muzea: w American LGBTQ+ Museum w Nowym Jorku i ONE Archives Gallery & Museum w Los Angeles.

## Założenia programowe
Celem działania QueerMuzeum jest dokumentowanie, prezentowanie i upamiętnianie historii oraz kultury społeczności LGBTQIAP+ oraz systematyzacja wiedzy na jej temat. Jak przed inauguracją działalności deklarował Krzysztof Kliszczyński, współzałożyciel warszawskiej Lambdy: 
Naszym głównym założeniem będzie upamiętnianie tego, co wcześniej było zapomniane, wymazane czy przemilczane. Przywrócimy miejsce historiom mniejszościowym. [...] Czy pójdziemy w kierunku obrazowania historii naszego buntu? Przypomnimy homofobiczne ataki rządzących? Czy postawimy na afirmację i pozytywny przekaz? A może jeszcze coś innego? Zobaczymy. Jedno jest pewne: QueerMuzeum będzie miejscem otwartym, żywym i nowoczesnych. Odbywać będą się tu dyskusje i spotkania. Stworzymy społeczność.
Obok tworzenia i eksponowania kolekcji obiektów Muzeum zostało też zaprojektowane z myślą o osobach zajmujących się badaniami naukowymi.
Twórcy instytucji deklarują zainteresowanie historią społeczną, uzupełnianiem, pozyskiwaniem i opracowywaniem świadectw oraz pamiątek nie tylko po działaczach ruchu LGBTQIAP+, ale także tzw. zwykłych osób, także spoza głównych ośrodków miejskich. Jako ważny element programu wskazuje się także badanie historii uchodźczej osób nieheteronormatywnych, szczególnie mieszkających w Polsce osób z Ukrainy, Białorusi, Bliskiego Wchodu, Afryki czy Azji Centralnej.

## Władze
Pierwszym Dyrektorem QueerMuzeum został Krzysztof Kliszczyński.
Muzeum powołało także współtworzącą tę placówkę Radę Programową, złożoną z osób profesjonalnie zajmujących się prowadzeniem instytucji kultury, w składzie: Szymon Adamczak, Wiktor Dynarski, Anna Dżabagina, Jakub Gawkowski, Adriana Kapała, Piotr Laskowski, Joanna Ostrowska, Magda Staroszczyk, Krzysztof Tomasik, Paweł Żukowski.

## Działalność
QueerMuzeum pełni rolę wystawienniczą i edukacyjną, a w jego przestrzeni zaplanowano odbywanie się ok. trzech wystaw czasowych rocznie, a także działalność kulturalną w formie spotkań, pokazów filmowych czy wydarzeń literackich. To także otwarte miejsce społeczne, reagujące na bieżące potrzeby społeczności LGBTQIA+. Jednym z przejawów takiej reakcji było udostępnienie przestrzeni i tymczasowe zabezpieczenie queerowych archiwaliów przywiezionych do Polski przez osoby uciekające przed homofobią i polityczną opresją reżimu w Białorusi.
Wstęp do Muzeum jest nieodpłatny.

### Archiwum Lambdy Warszawa
Lambda Warszawa jest najstarszą w Polsce organizacją działającą na rzecz osób nieheteronormatywnych od 1997 roku. Jako jedna z nielicznych organizacji posiadała stałą siedzibę, w związku z czym mogła przyjmować i gromadzić dary od prywatnych darczyńców. Jej archiwum to największy w Polsce zbiór artefaktów dotyczących społeczności LGBTQIA+ obejmujący okres od 1906-2024, na który składa się ponad 100 tysięcy jednostek archiwalnych zawierających dokumenty, zdjęcia, czasopisma, wycinki prasowe, plakaty, ulotki i inne. Kolekcja prasy obejmuje wszystkie wydawane w Polsce periodyki, od emigracyjnego „Biuletynu” wydawanego od 1983 roku przez Andrzeja Selerowicza, uznawanego za pierwsze polskie pismo społeczności osób nieheteronormatywnych, po "Filo", "Inaczej", "Efebos" czy "Okay". W zasobach znajdują się także:
- archiwalia wrocławskiej grupy “Etap” – pierwszej polskiej grupy LGBTQIA,
- archiwalia EEIP z Wiednia,
- archiwalia Jana Snarskiego z Wrocławia,
- archiwum Wolfganga Joehlinga z Warszawy,
- archiwum Stowarzyszenia Grup Lambda,
- archiwalia Inicjatywy Gdańskiej,
- archiwalia pierwszej litewskiej organizacji lesbijskiej “Sappho”.

W archiwum znajdują się także pamiątki po Ryszardzie Kisielu i Leszku Truchlińskim, pionierach polskiego ruchu osób LGBTQIA+.
Od 2022 istnieje także Cyfrowe Archiwum Lambdy Warszawa, w którym stopniowo udostępniane są zdigitalizowane dokumenty – docelowo ok. 50 tyś. stron skanów.

### Kolekcja QueerMuzeum
W kolekcji QueerMuzeum znajduje się twórczość działających w Polsce osób nieheteronormatywnych oraz dokumenty dotyczące społeczności LGBTQIA+ i ruchu na rzecz mniejszości seksualnych. Znaczna część kolekcji to archiwalia i eksponaty otrzymane w darach od osób prywatnych, często ratowanych przed zniszczeniem lub wyrzuceniem podczas likwidacji mieszkań po zmarłych osobach. Kolekcja zawiera m.in. następujące eksponaty:
- akt nominacji poselskiej Anny Grodzkiej, działaczki społecznej i pierwszej osoby transpłciowej w polskim parlamencie (wybrana w 2011 roku),
- maszynę do pisania Tadeusza Olszewskiego, dziennikarza, poety i prozaika, związanego z Warszawskim Ruchem Homoseksualnym, oraz maszynopis jego powieści “Zatoka ostów 2”,
- ręcznie robione czasopismo gejowskie z 1956 roku pt. „Efeb Polski, czyli Nowe Ateny”, odnalezione we Wrocławiu i symbolicznie łączące okres międzywojenny z latami 80. oraz „Biuletynem” Selerowicza,
- maszyna do szycia i suknia drag queen Kim Lee,
- fotografie Wolfganga Jellinga, który w związku z zakochaniem w Polaku przeniósł się z NRD do Polski i zmienił obywatelstwo,
- 12-metrową tęczową flagę, uszytą w 2006 roku przez Michała Pawlęgę, Krzysztofa Kliszczyńskiego oraz osoby wolontariackie Stowarzyszenia Lambda w ramach sprzeciwu wobec zakazu zorganizowania Parady Równości w Warszawie, w której w wyniku ataku na Marsz Równości w Lublinie wypalono dziury racą, a następnie zniszczono ją podczas warszawskiej akcji upamiętniającej Milo Mazurkiewicz na moście Łazienkowskim,
- zdewastowane homofobicznymi napisami drzwi do siedziby Lambdy Warszawa, które próbowano podpalić oraz kamienie, którymi wybijane były szyby lokalu Stowarzyszenia[2][6].

### Program wydawniczy
Stowarzyszenie Lambda Warszawa jest także wydawcą periodyku "QueerStoria. Czasopismo społeczno-historyczne Archiwum Lambdy Warszawa", którego pierwszy numer ukazał się na przełomie 2018 i 2019 roku. Kolejny numer 2/3 ukazał się jako łączony za lata 2019-2020, a w 2022 opublikowano nr 4 (za rok 2021). W QueerMuzeum mieści się siedziba redakcji pisma.

## Wystawy i wydarzenia

### Inauguracja muzeum i weekend otwarcia
Symbolicznego przecięcia wstęgi w dn. 6 grudnia 2024 r. dokonali wspólnie goście honorowi, m.in. Anna Grodzka, Izabela Morska i Ryszard Kisiel. Podczas inauguracji swojej działalności QueerMuzeum otrzymało w darze oryginalną tęczową flagę wykonaną przez Gilberta Bekera, twórcę tego symbolu.
W kolejnych dniach odbył się program weekendu otwarcia (7-8 grudnia 2024), w ramach którego miały miejsce oprowadzania kuratorskie po wystawie stałej Oś czasu i czasowej Dary oraz debata pt. "Jakiego QueerMuzeum potrzebuje Warszawa?", zorganizowana we współpracy z Muzeum Sztuki Nowoczesnej.
27 grudnia 2024 r. miało miejsce udostępnienie archiwum Lambdy Warszawa oraz inauguracja kolejnego numeru czasopisma "QueerStoria".

### Wystawa stałaOś czasu
Stała ekspozycja QueerMuzeum zaprezentowana jest w formie osi czasu systematyzującej wiedzę o przeszłości osób nieheteronormatywnych w Polsce i Europie Środkowo-Wschodniej od czasów nowożytnych. Podzielona jest na dwie części: ukazującą systemową opresję wobec osób nieheteronormatywnych oraz drugą, prezentującą biografie i codzienność tych osób. Na ścianach pomieszczenia zaprezentowany jest wybór historycznych dokumentów, listów, druków, wycinków prasowych oraz umieszczonych w gablotach i na kubikach artefaktów, a także nagrania audio i wideo. Format ekspozycji jest efektem ograniczeń lokalowych.
Wystawa składa się z ośmiu rozdziałów:
- I. „Kiedyś”, obejmującą okres od XVI do XVIII stulecia
- II. „Rozum przeciw przesądom i romantyczne poszukiwania: 1790-1850”
- III. „Zaciskanie pętli: 1850-1890”
- IV. „Żyć własnym życiem: 1890-1933”
- V. „Otchłań: 1933-1945”
- VI. „Cisza: 1945-1965”
- VII. „Reakcja i rewolucja: 1965-1990”
- VIII. „1990-2003: Przełom?”

Pierwszy z nich sięga 1559 roku i prawodawstwa na terenach Rzeczypospolitej Obojga Narodów. Wśród nowszych eksponatów jest m.in. fragment Kodeksu karnego z 1932 roku (tzw. kodeks Makarewicza), w którym po raz pierwszy w polskim prawie zniesiono penalizację stosunków seksualnych między osobami tej samej płci (pod warunkiem, że nie była to prostytucja). Narracja kończy się symbolicznym eksponatem z 2003 roku, poświadczającym rozpoczęcie prac legislacyjnych w zakresie ustawy o związkach partnerskich przez Senat RP.
Historyczna narracja oparta jest na archiwaliach ukazujących historyczne ślady obecności osób nieheteronormatywnych w Polsce, co daje wrażenie fragmentaryczności oraz konieczności dalszych badań i wydobywania świadectw – wystawa wyraża potrzebę dalszej rekonstrukcji historii polskiej społeczności osób LGBTQIA+. Krytykowana jest jako zbyt martyrologiczna czy też skonstruowana z perspektywy większościowej, jednak docenia się w niej uwypuklenie nie tylko roli osób znanych, ale całej społeczności oraz podkreślenie roli nieheteronormatywnych kobiet i znaczenia ruchu lesbijskiego.
Ekspozycji towarzyszy przewodnik, w którym znajdują się szczegółowe opisy wszystkich 132 eksponatów. W 2025 planowane jest udostępnienie anglojęzycznej wersji przewodnika oraz cyfrowej wersji wystawy.
Oś czasu została opracowana przez zespół w składzie: Anna Dżabagina, Wiktor Dynarski, Jakub Gawkowski, Adriana Kapała, Kamil Karczewski, Krzysztof Kliszczyński, Sebastian Matuszewski, Łukasz Mikołajewski, Joanna Ostrowska, Grzegorz Piątek, Magdalena Staroszczyk, Piotr Szarota, Wojciech Śmieja, Krzysztof Tomasik i Paweł Żukowski, pod kierownictwem prof. Piotra Laskowskiego z Pracowni Badań nad Historią i Tożsamościami LGBT+ Instytutu Stosowanych Nauk Społecznych UW. Aranżację przestrzenną opracowała Anna Sarnowska, projekt graficzny – Daniel Szwed, a opracowaniem materiałów wideo i opieką konserwatorską zajęła się Monika Supruniuk. W nagraniach audio głosu użyczyli: Helena Urbańska, Marek Barbasiewicz, Mateusz Górski, Jacek Poniedziałek.

### Wystawy czasowe

#### Dary(6.12/27.12.2024–28.02.2025)
Wystawa składająca się sześciu unikalnych artefaktów o dużym znaczeniu dla polskiego ruchu queerowego, będących darami dla Archiwum Lambdy Warszawa / QueerMuzeum: ręcznie robione czasopismo „Efeb Polski” (1956), pierwszy numer „Biuletynu” Andrzeja Selerowicza (1983), akt nominacji poselskiej Anny Grodzkiej (2011), pieczęć pierwszej litewskiej organizacji lesbijskiej „Sappho” (1995), jedna z sukien Kim Lee oraz oryginalna tęczowa flaga autorstwa Gilberta Bekera. Przygotowanie wystawy: Krzysztof Kliszczyński i Krystian Malada.

#### Przypinki niezgody(31.12.2024–28.02.2025)
Ekspozycja przypinek (pinsy, badże), czyli wywodzących się ze Stanów Zjednoczonych znaczków noszonych na ubraniach, plecakach, torbach czy czapkach, zawierających ważne symbole lub inskrypcje. Jako sposób wizualnej identyfikacji czy wyraz wsparcia były chętnie wykorzystywane przez polski ruch osób nieheteronormatywnych. Na wystawie znalazły się przypinki m.in. z Marszu w Waszyngtonie (1982), londyńskiego Pride (1989), olsztyńskich biwaków gejowsko-lesbijskich (1996), Lambdy Kraków (ok. 1997), Porozumienia Lesbijek (ok. 2005), Kampanii Przeciw Homofobii (ok. 2005), klubu Le Madame (ok. 2005), poznańskiego Marszu Równości (2007), pierwszego Marszu Równości w Białymstoku (2019) czy pierwszego Marszu Równości w Bolesławcu (2023). Przygotowanie wystawy: Ingeborga Janikowska i Krzysztof Kliszczyński.

#### Queer Icons (14-30.06.2025)
Wystawa queerowej mody przygotowana we współpracy z Archiwum Levi's, na której zaprezentowano siedem eksponatów: wykonaną w latach 60. na zamówienie dżinsową lesbijską kamizelkę należącą do osoby z czarnego klubu motocyklowego The Fugitives z San Fernando Valley w Kalifornii, pochodzące z lat 70. jeansy i kurtkę Freddiego Mercury’ego, jeansy i t-shirt Harvey Milka, ubiór Elthona Johna oraz ubiór Jamesa B. Donora z baru Eagle w San Francisco, jeansy nadrukiem prac Warhola (2006) i kurtkę z pierwszej kolekcji Levi’s PRIDE (2014). Po raz pierwszy w Europie wystawa została pokazana w Londynie. Jej kuratorką jest Tracey Panek, archiwistka i historyczka marki.